# Magnetic Fields (azienda)
La Magnetic Fields era una software house britannica dedicata sullo sviluppo di videogiochi prevalentemente per home computer. Venne fondata come Mr. Chip Software nel 1982 e cambiò denominazione in Magnetic Fields (Software Design) Ltd. nel 1988. La software house è famosa soprattutto per i due sviluppatori interni Shaun Southern e Andrew Morris, e per i giochi di tipo simulatore di guida. Dal 1990, il frammento musicale che accompagna l'intro dell'azienda era tratto dal terzo atto de Il crepuscolo degli dei di Richard Wagner.

## Storia
- Nel febbraio 1982 nasce la Mr. Chip Software a Llandudno, e inizia a sviluppare giochi per piattaforme Commodore VIC-20, Commodore 64, Commodore 16 e ZX Spectrum. Diversi titoli furono realizzati per le editrici a basso costo Mastertronic e Alternative Software, ma inizialmente la Mr. Chip fu anche editrice in proprio.
- Nel 1983 Shaun Southern entra alla Mr. Chip Software come programmatore.
- Nel 1986 esce il conosciuto Trailblazer, edito dalla Gremlin Graphics.
- Intorno al 1986 Andrew Morris entra alla Mr. Chip Software come grafico, dopo aver lasciato la scuola.
- 1988, la software house cambia nome in Magnetic Fields e inizia a interessarsi alle macchine a 16 bit e ad abbandonare progressivamente gli home computer a 8 bit.
- Nel 1989 esce il primo titolo anche per 16 bit (Amiga e Atari ST), Super Scramble Simulator. Inizia quindi la produzione di quello che sarà il loro maggior successo, ovvero la serie di Lotus.
- 1990, l'azienda rilascia due dei suoi maggiori successi, Super Cars per Amiga e Atari ST (che ha ricevuto buone recensioni) e Lotus Esprit Turbo Challenge, entrambi i videogiochi pubblicati da Gremlin Interactive.
- 1991, in sviluppo e uscita i seguiti di Super Cars e Lotus. Quest'ultimo avrà un ulteriore seguito.
- 1996, il videogioco Network Q RAC Rally Championship (secondo titolo della serie britannica Rally Championship basata sul Rally del Galles) esce per piattaforma PC, sfruttava al massimo le schede grafiche e potenzialità dei personal computer dell'epoca. Tale titolo riceverà l'espansione X-Miles, e il sequel International Rally Championship.
- 1999, esce l'ultimo videogioco dei Magnetic Fields, Mobil 1 Rally Championship per le piattaforma Windows (la versione PlayStation risulta invece sviluppata da Europress, che aveva distribuito i titoli precedenti della serie), mentre la serie continuerà con altri sviluppatori.
- Nel 2000 Morris e Southern tentarono di proseguire fondando la Eugenicy, chiusa anch'essa poco dopo senza aver mai prodotto nulla. Southern lavorò successivamente per altre aziende di videogiochi tra cui Gizmondo Games, Team 3 Games, Warthog Games.

## Videogiochi
- 1983 Darts, Pacmania, Westminster, Wheeler Dealer
- 1984 Ad Infinitum, Duck Shoot, Kwazy Kwaks, Olympic Skier, Rifle Range, Squirm
- 1985 Big Mac, Caves of Doom, Formula 1 Simulator, Graphics Master (utilità), Hero of the Golden Talisman, Kikstart: Off-Road Simulator, Tutti Frutti, Vegas Jackpot
- 1986 Bandits at Zero, Fearless Fred and the Factory of Doom, Jetbrix, Lazer Wheel, Megabolts, Mr. Puniverse, Trailblazer, Video Meanies
- 1987 Cyberdroids, Kikstart 2, Cosmic Causeway (Trailblazer II), P.O.D.: Proof of Destruction, Rollaround, Xadium
- 1988 Arthur Noid, Dingbat, Humm-Dinger
- 1989 Super Scramble Simulator
- 1990 Lotus Esprit Turbo Challenge, Super Cars
- 1991 Lotus Turbo Challenge 2, Super Cars II
- 1992 Lotus: The Ultimate Challenge
- 1994 Crystal Dragon, Kid Chaos, Lotus Trilogy
- 1996 Super Cars International, Network Q RAC Rally Championship
- 1997 International Rally Championship, Rally Championship: The X-Miles
- 1999 Mobil 1 Rally Championship